# 五義民

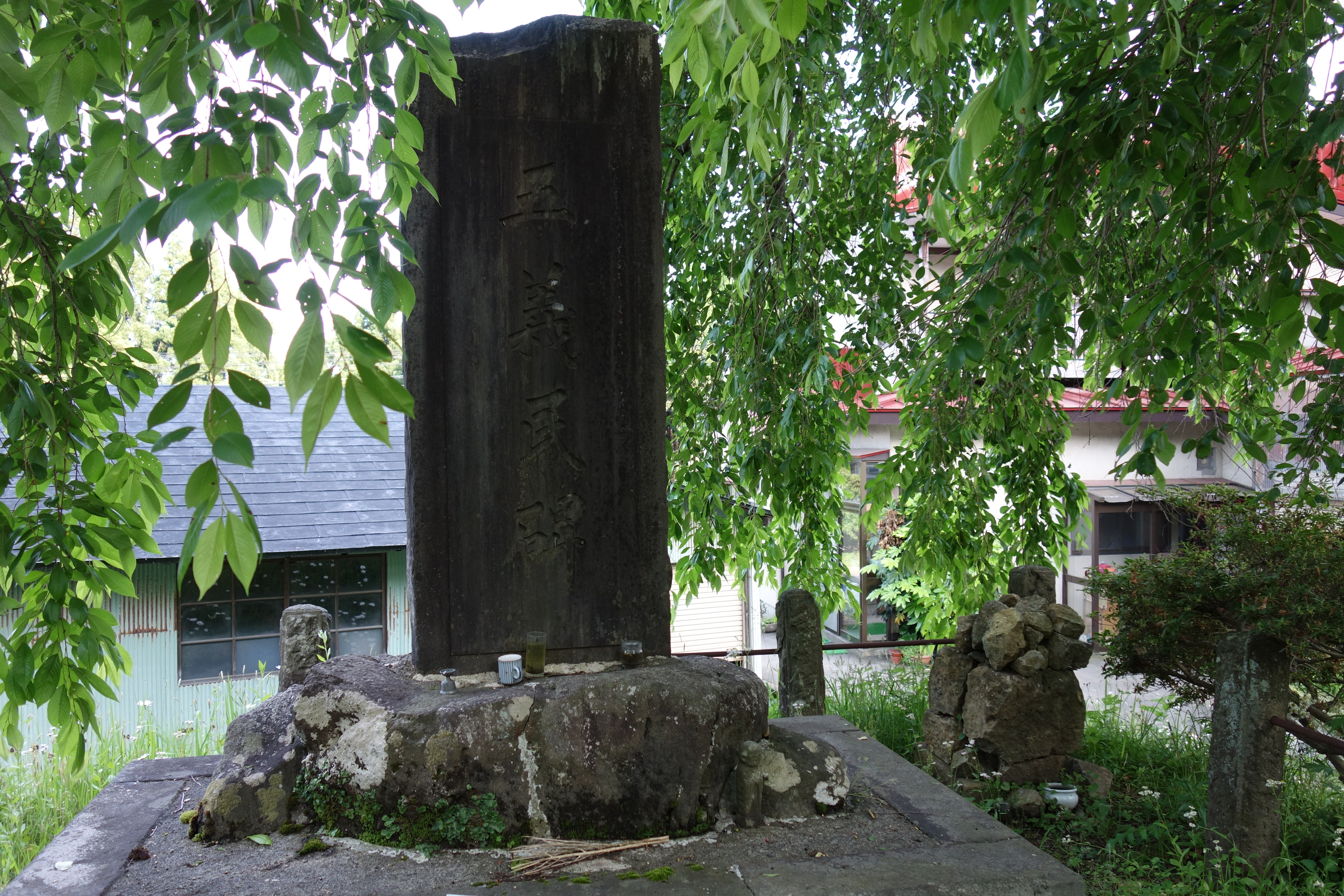
五義民の碑

五義民（ごぎみん）は、江戸時代に出羽国秋田郡坊沢村（現・秋田県北秋田市坊沢）の肝煎と対立し、それを久保田藩に直訴したため斬首された5人の農民たちのことである。

## 概要
1724年（享保9年）税金や労役の過重をめぐり、坊沢の肝煎であった長崎兵助と村人が争った。村人は久保田藩に直訴したが、戸島与市右衛門（35歳）、戸島吉兵衛（28歳）、戸島権助、成田喜左衞門、成田喜兵衛（41歳）の5人の首謀者が、村外れの桜木岱で斬首に処せられた。
肝煎の長崎兵助は大変な手腕家で村のために多くの事業を行ったが、そのために必要な金額や労役は莫大となり、その負担が各戸に割り当てられた。言い伝えによると、1石につき60文の加徴があったという。これは前年度の2度の洪水によるためであったが、その年の農作物の作柄も極めて悪く、村人と肝煎の抗争は激しくなっていた。村人は上役人に実情を訴えるが、兵助は密かに上役人に手を回していたため訴えは退けられた。
村人たちは意を決して藩に直訴したが、当時は百姓が訴える際には肝煎・長百姓を通じて行うことになっており、それを通ない直訴は厳罰に処せられることになっていた。この事件では21人が有罪となり牢に入れられた。そのうち16人が村を追放され、首謀者の5人が打ち首の刑となり3昼夜晒され、その後、現在の首切塚がある場所に埋葬されたとする史料もある。その時の5人の辞世の句が残されている。長崎氏の支配中、村人たちは肝煎の目を憚って、首斬塚へ手向けをすることもなかったが、いつか誰の手とも知れず一つの石が墓標のように置かれていた。五義民については、数々の口伝が残されている。処刑当日藩より2名の急使が派遣され、助命の御用状が坊沢村の永安寺や綴子村の宝勝寺に託されたが、肝煎の策略により御用状は遅達されて目的は果たされなかったというものがある。しかし、『坊沢郷土史』はこれを「甚だ疑問である」としている。
北秋田市の坊沢地区では、五義民事件で処刑された5人の村人たちの三百回忌にあたり、地域住民や関係者約50人が出席し、三百回忌慰霊事業（佐藤茂延実行委員長）「三百回忌慰霊式典」が2024年11月6日に同地区「五義民慰霊碑」前で行われた。この場所にある五義民の碑は、二百年忌にあたる1924年（大正13年）に、処刑場所であった桜木岱の古い墓石（首切塚）の跡に建てられ、1978年（昭和53年）には「首切り塚と五義民地蔵」として市史跡に指定されている。また、お盆の時期に永安寺境内で舞われる「坊沢獅子踊り」は、犠牲になった五義民の霊を慰めるために始まったといわれている。式典では、出席者全員で黙とうを行ったあと、慰霊碑に献花し「五義民」を追想するとともに冥福を祈った。式典後は、坊沢公民館に会場を移して「五義民を偲ぶ会」が行われた。

## 五義民の碑
五義民の碑は、二百年忌にあたる1924年（大正13年）、処刑場所であった桜木岱の古い墓石（首切塚）の跡に建てられた。五義民のことは、ことあるごとに村人たち崇敬の的として話題になっていたため、地元青年会が中心になって資金集めを行い碑が建てられた。ただし、当時青年会の構成員は支配層の子孫が多く資金集めには苦労したという。
五義民の碑の右奥にある石が、五義民墓石である。風雪のため砕けてしまい刻まれていた字を判別することはできない。

## 永安寺の地蔵尊

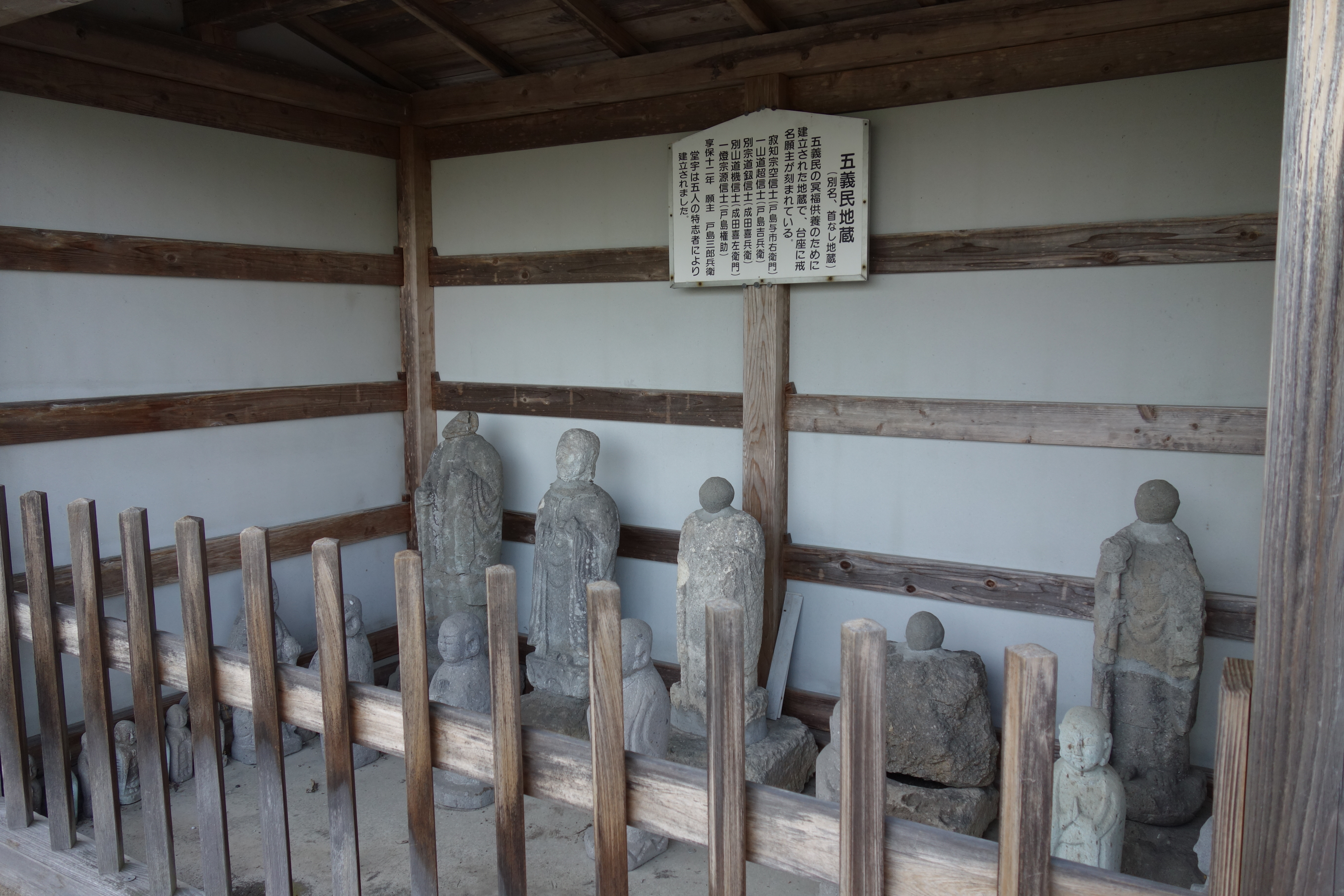
坊沢永安寺・五義民地蔵

坊沢の永安寺（曹洞宗）の墓地左手奥には地蔵が祀られている。石の裏には「享保12年（1727年）末5月、願主戸島三郎兵衛」と刻まれている。これは五義民処刑の日から2年余のことだが、三郎兵衛は追放された一味（首謀者の一人だが処刑前に逃亡したともいわれる）でのち帰村して剃髪し、五義民のためひたすら念仏読経をした人物と言われる。この地蔵は別名首なし地蔵と呼ばれ、首を切られた五義民の冥福供養のために建立されたものといい、何度修復をしても首が落ちてしまうという言い伝えがある。
この戸島三郎兵衛の他に、阿仁真木鉱山の塚ノ岱に土着して開墾に従事した戸島三郎という人物もいる。

## 肝煎長崎家
坊沢集落はその昔房ノ沢といい、新田の鷹巣などよりはずっと以前に修験者によって開かれた村と言われる。中世には比内浅利氏の家臣であった長崎尾張が坊沢を支配していたが、江戸時代には長崎氏がそのまま坊沢の肝煎となる。五代目の長崎兵助（1658年 - 1729年）は、父・茂長が新田開発に功績があり30石取りの士分に取り立てられたので、父から坊沢の肝煎を継いだ。兵助は才知、手腕とも非凡の器で、彼の在勤50年間の業績は、開田、山林、水利、神社寺院等に及んでるが、晩年の「五義民事件」によってその功績は忘れられがちになっている。彼は数々の事業を興したが、そのためにはすべて藩の許可が必要で、そのため上役に運動費として使った金額も大きく、それが村人との抗争の原因ともなった。
坊沢の長崎家からは、後に優れた農業指導者の長崎七左衛門（1731年 - 1820年）が誕生している。また、佐藤貞夫は諸資料から、安藤昌益の伯母が長崎兵助の妻ではないかと推理している。そして、何らかの影響を安藤昌益に与えたのではないかとした。